# Psalms
Psalms è il primo album in studio del gruppo musicale statunitense Lorna Shore, pubblicato nel 2015.

## Tracce
1. Grimoire – 4:50
2. Harvest Realms – 3:32
3. Throne of Worms – 4:07
4. White Noise – 4:13
5. From the Pale Mist – 3:53
6. Infernal Haunting – 3:44
7. Death Gowns – 3:19
8. Wretching in Torment – 3:33
9. Traces of Supremacy – 3:28
10. Eternally Oblivion – 5:15

## Formazione
- Tom Barber – voce
- Adam De Micco – chitarra
- Connor Deffley – chitarra
- Gary Herrera – basso
- Austin Archey – batteria